# 大野真弓
大野 真弓（おおの まゆみ、男性、1907年11月6日 - 2002年11月27日）は、日本の西洋史学者、横浜市立大学名誉教授。英国史が専門。

## 来歴
東京生まれ。浦和高等学校から1931年東京帝国大学西洋史学科卒業、東京府立第一商業学校（現在の東京都立第一商業高等学校）教諭を経て、1937年に第六高等学校教授。戦後1950年に岡山大学法文学部教授、1953年に横浜市立大学教授。1970年に定年、後にフェリス女学院大学客員教授を務めた。

## 著書
- 西洋史概説 千代田書房 1948
- イギリス絶対主義の権力構造 東京大学出版会 1977.11
- 西洋史学への道 一旧制高等学校教師の回想 名著刊行会 2000.1 (歴史学叢書)

## 共編著
- 世界各国史 第1イギリス史 山川出版社 1954
- 精説世界史 影山共著 千代田書房 1956
- 新・世界史年表 三上次男、秀村欣二共編 中教出版 1957
- 世界史大系 第10 ヨーロッパ絶対主義 誠文堂新光社 1958
- 世界の歴史 第8 絶対君主と人民 中央公論社 1961 のち文庫
- 世界の歴史 第4 近代への序曲 松田智雄、田村実造共編 中央公論社 1962
- 世界の歴史 第9 君主制の栄え 山上正太郎共著 集英社 1968
- 世界の歴史 9 絶対主義の盛衰 共著 社会思想社 1974 (現代教養文庫)

## 翻訳
- イギリス史 G・M・トレヴェリアン（監訳）みすず書房 1973-1975
- エリザベス女王 J.E.ニール 大野美樹共訳 みすず書房 1975